# رينيه برنارد
رينيه برنارد (بالفرنسية: René Bernard)‏ هو دراج فرنسي، ولد في 18 سبتمبر 1904 في Grandvilliers, Eure ‏ في فرنسا، وتوفي في 21 فبراير 1969 في أو في فرنسا.

## وصلات خارجية
- رينيه برنارد على موقع أرشيف الدراجات (الإنجليزية)
- رينيه برنارد على موقع إحصائيات الدراجات الإحترافية (الإنجليزية)